# Каменская сельская община (Черновицкая область)
Каменская сельская община (укр. Кам'янська сільська громада) — территориальная община в Черновицком районе Черновицкой области Украины.
Административный центр — село Каменная.
Население составляет 10753 человека. Площадь — 121,7 км².
В соответствии с распоряжением Кабинета Министров Украины от 12 июня 2020 года, в состав общины вошла территория Каменского, Михальчанского и Старобросковецкого сельских советов упразднённого Сторожинецкого района

## Населённые пункты
В состав общины входит 7 сёл:
- Каменная
- Михальчанский старостинский округ:
  - Дубовое
  - Заволока
  - Михальча
  - Спасская
- Старобросковецкий старостинский округ:
  - Глубочок
  - Старые Бросковцы